# Fissidens subpulchellus
Fissidens subpulchellus là một loài Rêu trong họ Fissidentaceae. Loài này được Nork. mô tả khoa học đầu tiên năm 1971.